# نايجل رايت (ملاكم)
نايجل رايت (بالإنجليزية: Nigel Wright)‏ مواليد 22 يونيو 1979 في إنجلترا، هو ملاكم محترف بريطاني يصنف ضمن فئة وزن الوسط.

## إحصائيات
خاض خلال مسيرته 31 نزالا، فاز في 24 وتعادل في 1 وخسر في 6. فاز بالضربة القاضية في 10 نزالا.

## روابط خارجية
- نايجل رايت على موقع بوكس ريك (الإنجليزية) (registration required)